# Amir Hetsroni
Amir Hetsroni (Hebreo: אמיר חצרוני; nacido el 6 de febrero de 1968) es un profesor israelí de ciencia de la comunicación, novelista, comediante y personalidad de las redes sociales. Frecuentemente descrito como un troll de internet, Hetsroni es conocido por sus puntos de vista extremadamente polarizantes y su frecuente uso del humor de choque.
Hetsroni sirvió en las Fuerzas de Defensa de Israel antes de obtener una licenciatura en psicología y cine, seguida de un doctorado en ciencia de la comunicación. Ha enseñado en varias universidades y ha publicado numerosos artículos y libros sobre medios, publicidad y televisión. Su trabajo académico se centra principalmente en los efectos del contenido televisivo en la percepción de la vida cotidiana.
Como un prolífico troll de internet, Hetsroni es conocido por su humor y estilo de expresión altamente sarcásticos y ofensivos y sus opiniones polarizantes, que han provocado múltiples controversias. Sus comentarios han sido descritos como racistas, sexistas, misóginos y xenófobos.
En 2020, se proyectó un documental sobre Hetsroni, Amir Hetsroni: Case Study, que ganó premios en varios festivales internacionales de cine.

## Biografía
Amir Hetsroni nació el 6 de febrero de 1968 en Tel Aviv, como hijo único de Sima Kolker (1932-2011) y David Hetsroni (anteriormente Shtagovsky; 1933-2016). Después de terminar la escuela secundaria, fue reclutado por tres años en las Fuerzas de Defensa de Israel. Inicialmente fue desplegado en Nablus y como guardia en una base militar en Tel Aviv antes de servir dos años como corresponsal militar en Bamahane. Obtuvo su licenciatura en psicología, cine y televisión en la Universidad de Tel Aviv en 1993 y recibió una maestría en 1996 y un doctorado en ciencia de la comunicación en la Universidad Hebrea de Jerusalén en 1999.
Trabajó como profesor titular en el Max Stern Yezreel Valley College de 2000 a 2009 y luego se convirtió en profesor en la Universidad de Ariel, que lo despidió en 2014. Fue despedido oficialmente por comentarios ofensivos hacia víctimas de abuso sexual. Hetsroni afirmó que la universidad tomó represalias debido a un artículo que escribió en apoyo del Movimiento BDS y objetando la Guerra de Gaza de 2014.
En mayo de 2015, abandonó Israel y se fue a Dinamarca. Después de vivir un tiempo en Copenhague, se mudó a China y enseñó durante un año en la Universidad de Xi'an Jiaotong-Liverpool en Suzhou, luego se mudó a Turquía y se convirtió en profesor asociado en la Universidad de Koç en Estambul. Hetsroni publicó cientos de artículos de columna de opinión expresando puntos de vista antisionistas, una novela, Pitzuhim, basada en sus recuerdos de la infancia de los años 80, y un webcómic, Lost in China, escrito en colaboración con Racheli Rottner y basado en su turbulenta relación abierta con Shirin Noufi – una abogada árabe-israelí. Hetsroni es voluntariamente sin hijos.
Desde 2017, Hetsroni ha comenzado a realizar espectáculos de stand-up comedy utilizando su humor sarcástico y sus opiniones controvertidas como base para sus chistes.
En mayo de 2020, como parte de la competición oficial del Switzerland International Film Festival (SIFF), se proyectó un largometraje documental titulado Amir Hetsroni: Case Study dirigido por el psicólogo y director de cine suizo-israelí Giuseppe (Yossi) Strenger. La película fue filmada a finales de 2016, el mes después de la muerte de David Hetsroni – el padre de Amir – y desvela el proceso de duelo de Amir y su relación con Shirin Noufi, su entonces pareja. La película ganó el primer premio en la categoría "Mejor Documental" del festival. Later that year, "Amir Hetsroni: Case Study" also was selected for the Out of The Can Film Festival in Inglaterra, y para el Austria International Film Festival, donde ganó un premio por "Mejor Edición".

## Obra académica
Hetsroni ha escrito y editado cuatro libros y casi 100 artículos de revistas y capítulos de libros. Sus principales áreas de investigación son el sexo, la violencia y otros contenidos ofensivos en los programas de televisión y los anuncios y su efecto en nuestra percepción de la vida cotidiana. Sostuvo que, contrariamente al sentido común, los pacientes en las series de televisión de hospitales tienen más probabilidades de morir que en los hospitales reales y que los televidentes religiosos tienen menos miedo al crimen y al terror cuanto más ven televisión que los televidentes no religiosos. Hetsroni se adhiere a la escuela de cultivo que sugiere que la visualización rutinaria de la televisión influye inconscientemente en los televidentes para ver el mundo a través de los ojos de la televisión, pero a menudo emplea un paradigma de efecto más limitado que los proponentes de la teoría George Gerbner y Larry Gross. La contribución más original de Hetsroni a la literatura académica es la concepción de la ignorancia mediática pluralista según la cual cuanto más saturada esté la pantalla de inicio con contenido ofensivo, es más probable que los televidentes sobreestimen la prevalencia real del contenido porque es difícil cuantificarlo con precisión tal como se aplica a la realidad. Fue editor asociado de Communication Research Reports y Corporate Communications y figura entre los 100 autores más prolíficos en ciencia publicitaria en un estudio publicado en 2008 en Journal of Advertising.

## Opiniones políticas y controversias
Hetsroni ha provocado repetidamente controversia con comentarios sobre varios sectores de la sociedad.
Hetsroni ha hecho comentarios a favor del colonialismo y en contra de la admisión de refugiados.
En 2012, cuando el manifestante Moshe Silman se prendió fuego durante una manifestación por la justicia social, Hetsroni comentó que era "una forma barata de deshacerse de un parásito".
En 2013, describió a las mujeres feministas que marchaban en la SlutWalk como "demasiado voluminosas para mirar" y dijo que si tuviera que elegir entre salvar a una feminista y salvar a un gato, salvaría al gato porque los gatos son más agradecidos que las feministas. Demandó a una activista feminista que lo llamó "consumidor misógino de prostitución" y ganó.
En 2014, describió la Guerra de Gaza como una masacre. En 2015, causó controversia durante una aparición en un programa matutino de entrevistas cuando culpó a la Ley del Retorno de la victoria de la derecha en las elecciones legislativas al permitir la inmigración de Judíos mizrajíes y judíos de la antigua Unión Soviética, argumentando que "si no hubiéramos abierto nuestras piernas sin selección a todo tipo de judíos, judíos dudosos y medios judíos de países de tercer mundo, cuyas características de unión son besar amuletos, comer hummus, beber borsht, recibir beneficios gubernamentales y tener un orgasmo al discutir con el mundo, Boujie habría ganado fácilmente." En una discusión posterior entre Hetsroni y otra oradora invitada, Amira Buzaglo, que es de ascendencia judío-marroquí, él le dijo que "no habría pasado nada malo si tus padres se hubieran quedado en Marruecos y se hubieran podrido allí". Aunque insistió en que su comentario no lo convertía en racista o fascista, el copresentador Yoav Limor lo expulsó del estudio. Sus comentarios provocaron una indignación pública y demandas de una investigación policial contra él por difundir racismo e incitación al odio. En una aparición posterior en los medios, dijo que planeaba abandonar Israel en un año, declarando: "Los dejo con todo este desorden y me voy de aquí. Soy demasiado lógico, demasiado inteligente y demasiado exitoso para este país".
Más solicitudes de una investigación policial surgieron en 2016, cuando Hetsroni profanó la bandera israelí publicando una foto de él usando la bandera para fregar el suelo de su casa y en 2017 cuando publicó una foto de sí mismo riéndose en las tumbas de los soldados, diciendo que eran "idiotas que no sabían cómo evitar el servicio militar obligatorio".
El Fiscal General de Israel rechazó todas las reclamaciones para enjuiciar a Hetsroni, afirmando que sus palabras caen dentro de los límites de la libertad de expresión. En 2018, el rabino Meir Mazuz llamó a Hetsroni una "encarnación del diablo". Hetsroni mismo anunció que "ya no es judío".
En 2022, mientras Hetsroni grababa una transmisión en vivo en Asdod, le arrojaron una silla, golpeándolo en la cabeza, lo que le causó sangrado y lo dejó aturdido y desorientado. Recibió atención médica y presentó un informe policial sobre el incidente. En comentarios posteriores en Twitter, Hetsroni afirmó: "Acabo de ser atacado mientras filmaba en Asdod por la segunda generación de cavernícolas que vinieron sin selección debido a un abuelo judío. Piensen en esto la próxima vez que crean que 'selección' es una mala palabra". Denunció específicamente a los judíos marroquíes y los culpó del ataque, afirmando que "no solo hay violencia entre los marroquíes. Los beduinos son probablemente más violentos, y a los colonos no les falta [violencia], pero a los marroquíes se les perdona". Sugirió que si un beduino o un colono "me hubiera tirado una silla, ya los habrían echado de su tienda o de su puesto avanzado, pero a los marroquíes se les perdona porque nos atrevimos a sacarlos de su cueva".